# NGC 1255
NGC 1255 is een balkspiraalstelsel in het sterrenbeeld Oven. Het hemelobject ligt 73 miljoen lichtjaar (20,28 × 106 parsec) van de Aarde verwijderd en werd op 30 augustus 1883 ontdekt door de Amerikaanse astronoom Edward Emerson Barnard.

## Synoniemen
- IRAS 03113-2554
- ESO 481-13
- MCG -4-8-50
- PGC 12007
- UGCA 60
- AM 0311-255